# Rikki-Tikki-Tavi (film animowany 1975)
Rikki-Tikki-Tavi – amerykański film animowany z 1975 roku w reżyserii Chucka Jonesa powstały na podstawie utworu Rudyarda Kiplinga o tym samym tytule, pochodzącego ze zbioru Księga dżungli.

## Obsada (głosy)
- Orson Welles jako Narrator, Nag, Chuchundra
- June Foray jako Nagaina Kobra, Żona Naga / mama Teddyego / Żona Darzeego
- Les Tremayne jako Ojciec
- Michael LeClair jako Teddy
- Shepard Menken jako Mangusta Rikki-Tikki-Tavi
- Lennie Weinrib jako Darzee